# Campeonato Africano de Atletismo de 2018 - 3000 m com obstáculos feminino
A prova dos 3000 metros com obstáculos feminino do Campeonato Africano de Atletismo de 2018 foi disputada no dia 5 de agosto, no Estádio Stephen Keshi, em Asaba,  na Nigéria. 

## Recordes
Antes desta competição, os recordes mundiais e do campeonato nesta prova eram os seguintes:
|                       | Nome               | Nacionalidade | Tempo     | Local  | Data                |
| --------------------- | ------------------ | ------------- | --------- | ------ | ------------------- |
| Recorde mundial       | Beatrice Chepkoech | Quênia        | 8m 44s 32 | Mónaco | 20 de julho de 2018 |
| Recorde do campeonato | Norah Jeruto       | Quênia        | 9m 25s 07 | Duran  | 26 de junho de 2016 |
| Recorde africano      | Beatrice Chepkoech | Quênia        | 8m 44s 32 | Mónaco | 20 de julho de 2018 |

Os seguintes recordes foram estabelecidos durante esta competição:
| Data        | Evento | Atleta             | Nacionalidade | Tempo     | Notas                 |
| ----------- | ------ | ------------------ | ------------- | --------- | --------------------- |
| 5 de agosto | Final  | Beatrice Chepkoech | Quênia        | 8m 59s 88 | Recorde do campeonato |

## Medalhistas
| Ouro                     | Prata                    | Bronze              |
| Beatrice Chepkoech (KEN) | Celliphine Chespol (KEN) | Fancy Cherono (KEN) |

## Cronograma
Todos os horários são locais (UTC+1). 
| Data        | Hora  | Evento |
| ----------- | ----- | ------ |
| 5 de agosto | 17:00 | Final  |

## Resultado final
| Posição           | Atleta              | Nacionalidade | Tempo    | Notas                 |
| ----------------- | ------------------- | ------------- | -------- | --------------------- |
| Medalha de ouro   | Beatrice Chepkoech  | Quênia        | 8:59.88  | Recorde do campeonato |
| Medalha de prata  | Celliphine Chespol  | Quênia        | 9:09.61  |                       |
| Medalha de bronze | Fancy Cherono       | Quênia        | 9:23.92  |                       |
| 4                 | Weynshet Ansa       | Etiópia       | 9:27.03  |                       |
| 5                 | Peruth Chemutai     | Uganda        | 9:45.42  |                       |
| 6                 | Ethlemahu Sintayehu | Etiópia       | 9:53.18  |                       |
| 7                 | Agrie Belachew      | Etiópia       | 10:32.88 |                       |
| 8                 | Cherise Sims        | África do Sul | ??:??.?? |                       |

Legenda
| Recorde mundial       | Recorde mundial (World record)               |                       | Recorde africano                      | Recorde africano (African) |                                           | Q | Classificado por posição (Qualified) |
| Recorde do campeonato | Recorde do campeonato (Championship record)  | Recorde da América    | Recorde da América (Americas)         | q                          | Classificado por melhor tempo (Qualified) |   |                                      |
| Melhor marca do ano   | Melhor marca do ano (World leading)          | Recorde asiático      | Recorde asiático (Asian)              | DNS                        | Não largou (Did not start)                |   |                                      |
| Recorde nacional      | Recorde nacional (National record)           | Recorde europeu       | Recorde europeu (European)            | DNF                        | Não terminou (Did not finish)             |   |                                      |
| Recorde pessoal       | Recorde pessoal do atleta (Personal best)    | Recorde da Oceania    | Recorde da Oceania (Oceania)          | DSQ / DQ                   | Desclassificado (Disqualified)            |   |                                      |
| Recorde da temporada  | Recorde da temporada do atleta (Season best) | Recorde sul-americano | Recorde sul-americano (South America) | NM                         | Sem marca (No mark)                       |   |                                      |